# NGC 5315
NGC 5315 est une nébuleuse planétaire située dans la constellation du Compas. Elle a été découverte par l'astronome britannique Ralph Copeland en 1883.

## Observation
Avec une magnitude visuelle apparente de 10,9, on doit utiliser un télescope dont l'ouverture est d'au moins 150 mm pour l'observer.  

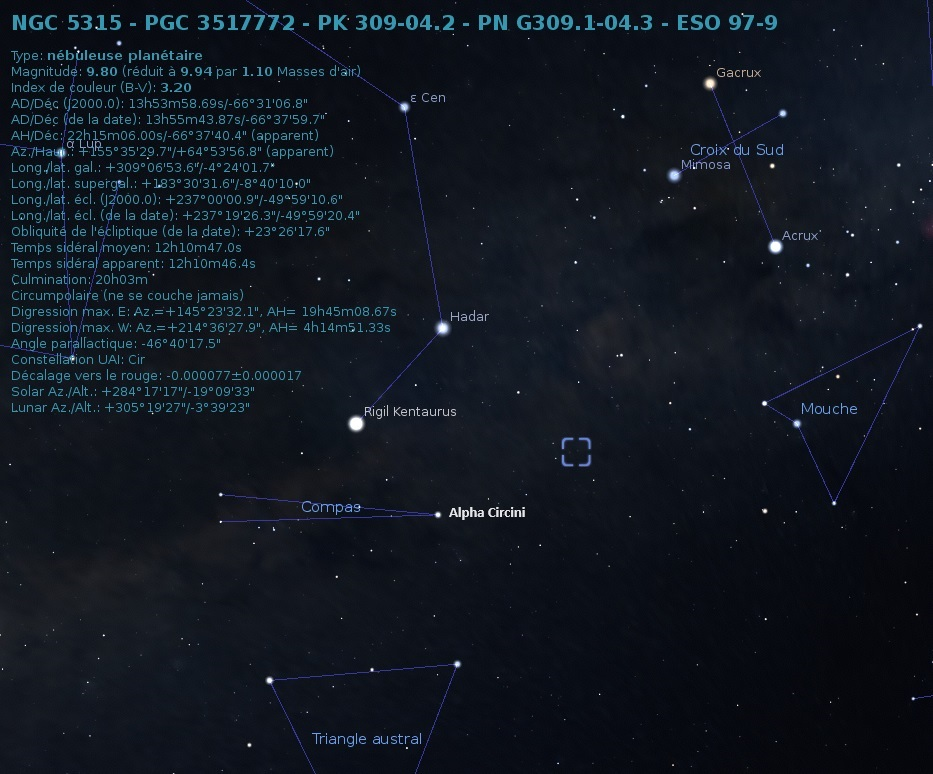
Emplacement de NGC 5315 dans la constellation du Compas.

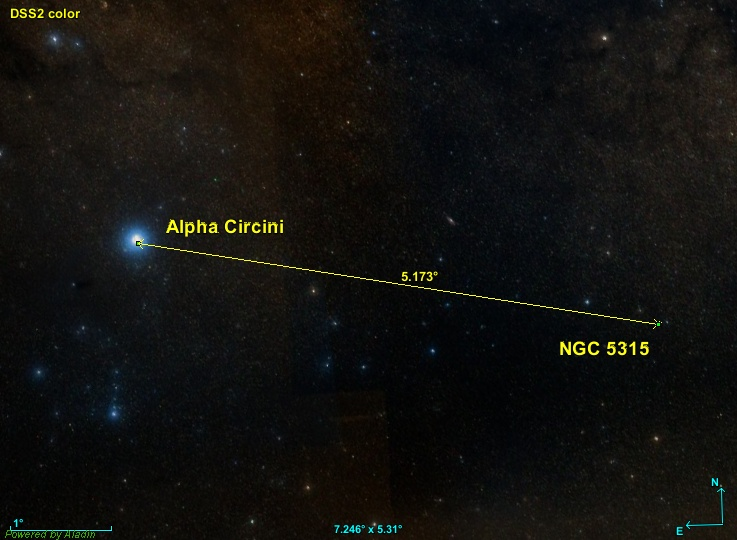
Position de NGC 5315 par rapport à Alpha Circini.

La nébuleuse NGC 5315 est située à environ 5,2 degrés au sud-ouest d'Alpha Circini.

## Caractéristiques

### Distance, taille et vitesse
Le logiciel en ligne Aladin Lite permet de consulter les données astronomiques de plusieurs catalogues, dont le « GAIA EARLY DATA RELEASE 3 (GAIA EDR3) ». Pour NGC 5315, Gaia EDR3, la parallaxe de NGC 5315 est égale à 1,037 0 ± 0,200 3 mas, ce qui correspond à une distance de 964 +231
−156 pc. La taille apparente de la nébuleuse est de 0,23 minutes d'arc, ce qui, compte tenu de la distance et grâce à un calcul simple, équivaut à une taille réelle de 0,21 +0,03
−0,05 al.
Une seule distance provenant d'une publication de 2010 est indiquée par la base de données Simbad, soit 3,443 ± 0,689 kpc (∼11 200 al), ce qui est très loin de la valeur précédente.
Deux valeurs indentiques de la vitesse sont indiquées par Simbad, soit −23 ± 5 km/s.

## Halo

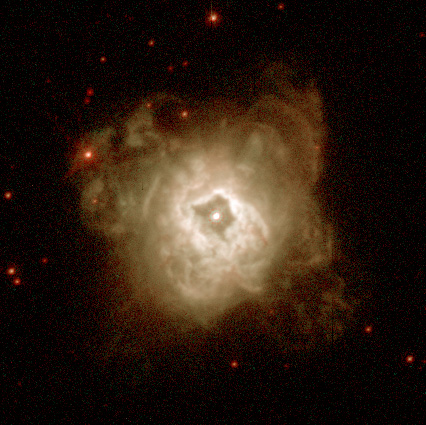
NGC 5315 par le télescope spatial Hubble.

Selon une étude publiée en avril 2024 par Schönberner et Steffen, qui est en quelque sorte un résumé des connaissances acquises sur une douzaine des nébuleuses planétaires, étude qui cite plusieurs références, la vitesse interne du vent du halo de la nébuleuse de NGC 5315 est de 2 300 km/s et sa luminosité est de 646 {\displaystyle L_{\odot }} (log10= 2,81). Sa perte de masse par année est de 1,48 * 10-6 {\displaystyle M_{\odot }}/an (log10=-5,83). La luminosité de la nébuleuse dans le domaine des rayons X est de 6,92 * 10-2 {\displaystyle l_{\odot }} (log10=-1,16)

### Étoile centrale
Selon Schönberner et Steffen, le type spectral de l'étoile au centre de NGC 5189 est WO4, ce qui signifie que c'est une étoile de type Wolf-Rayet dont le rappot entre l'oxygène et le carbone est inférieur à l'unité. Sa température effective est de 75 kK et sa luminosité est de 4,90 * 103 {\displaystyle l_{\odot }} (log10=3,69). Notons que Schönberner et ses collègues ont adopté une distance d'environ 2,50 kpc (∼8 150 al) pour déterminer les valeurs qu'ils proposent.

## Galerie

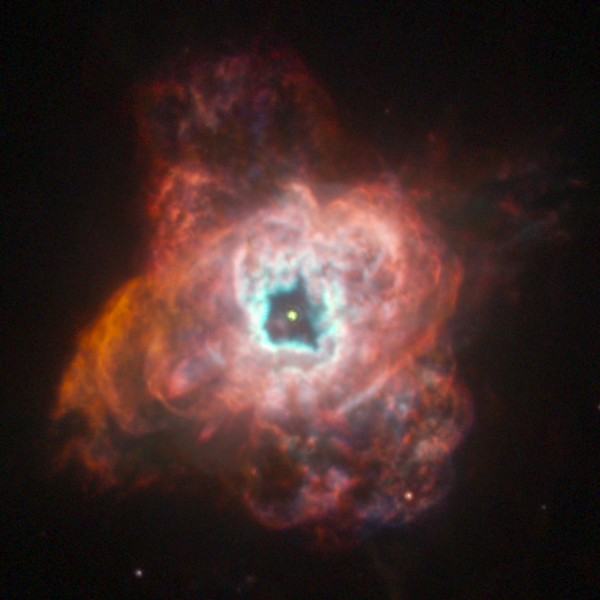
Autre image de NGC 5315 par le télescope spatial Hubble.
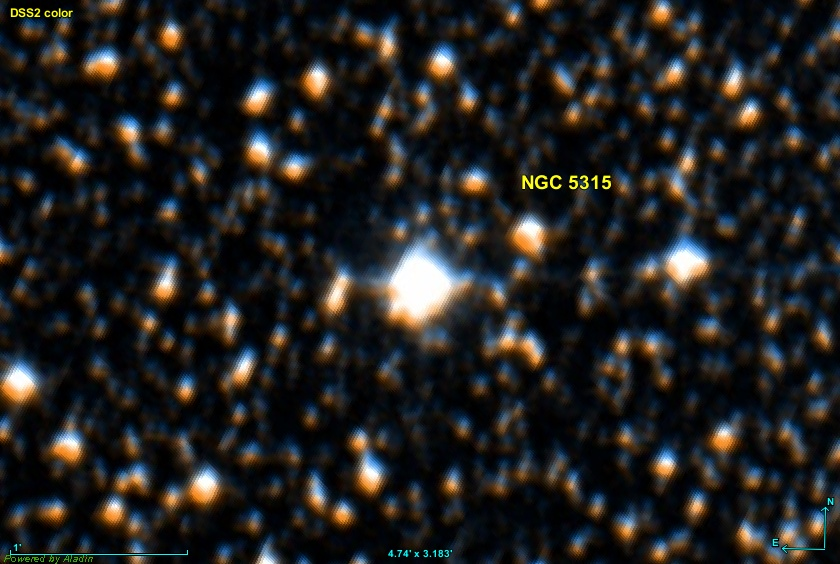
NGC 6857 par le relevé DSS.